# Diplobodes foveolatus
Diplobodes foveolatus är en kvalsterart som först beskrevs av Sandór Mahunka 1978.  Diplobodes foveolatus ingår i släktet Diplobodes och familjen Carabodidae. Inga underarter finns listade i Catalogue of Life.